# Archdale Wilson
Archdale Wilson,  född 1803, död 1874, var en brittisk militär. Han inträdde 1818 i Ostindiska kompaniets här. Under det stora sepoyupproret (1857-1859) deltog han som brigadgeneral och utmärkte sig särskilt genom stormningen och intagandet av Delhi (14-20 september 1857), som var residens för den av de upproriska till kejsare utropade Bahadur Shah II. Efter stadens fall blev denne tillfångatagen och landsförvist. Wilson adlades för sin bragd och utnämndes 1868 till generallöjtnant.